# Eberhard Soherr
Eberhard Soherr (* 6. September 1812 in Bingen; † 25. März 1887 in Darmstadt) war ein deutscher Politiker. Er war hessischer Landtagsabgeordneter und Bürgermeister von Bingen.

## Leben
Eberhard Soherr war der Sohn des Kaufmanns, Gutsbesitzers und Stadtrats Peter Philipp Soherr und dessen Ehefrau Margaretha geborene Fischer. Soherr, der katholischer Konfession war, heiratete in erster Ehe Elise geborene Zeidt und in zweiter Ehe Marie geborene Dumont.
Er studierte nach dem Besuch der Höheren Schule in Kreuznach Philosophie, Mathematik, Physik und Architektur an der kgl. Bayerischen Akademie der bildenden Künste bzw. der Universität München. Während seines Studiums wurde er 1831 Mitglied der Burschenschaft Germania München. 1832 nahm er am Stuttgarter Burschentag teil. Im Schwarzen Buch der Frankfurter Bundeszentralbehörde ist er wegen seiner Beteiligung an der Burschenschaft unter Nr. 1592 vermerkt; er wurde wegen Hochverrats angeklagt und nach drei Jahren Prozess letztendlich freigesprochen.
Nach seinem Studienabschluss als Architekt übernahm er das Anwesen seines Vaters und ging in die Politik. So war er 1856 bis 1865 für die demokratisch-liberale Fortschrittspartei Abgeordneter der Stadt Bingen in der Zweiten Kammer der Landstände des Großherzogtums Hessen. 1859 bis 1867 war er Bürgermeister von Bingen. 1867 bis 1872 war er Mitglied der Binger Loge Zum Tempel der Freundschaft.

## Werke
1853 ließ Eberhard Soherr von 1875 bis 1879 das neugotische Hauptgebäude der Burg Klopp für seinen Schwager Ludwig Maria Cron als bürgerliche Sommerresidenz errichten. Seit 1897 ist dies der Sitz der Stadtverwaltung.